# Мигел Трауко
Мигел Трауко (шп. Miguel Ángel Trauco Saavedra; 25. август 1992) је перуански професионални фудбалер, који игра за Фламенго и репрезентацију Перуа.

## Каријера
Трауко је започео фудбалску каријеру у перуанском прволигашу Унион Комерсио 2010. године. Играо је на шест утакмица купа у првој сезони, укључујући и финалну против Алијансе из Лиме. Године 2016. године потписао је за Университарио де Депортес.
Трауко је изабран за најбољег играча перуанске Примера Дивисион за 2016. годину са 39 наступа, посигао један гол и 11 асистенција.
У октобру 2016. бразилска и перуанска штампа објавиле су гласине о могућем интересовању Фламенга за потписивање уговора са Трауком. Убрзо након 13. децембра 2016. Трауко је потврдио његов трансфер у Фламенго за сезону 2017/18. Потписао је трогодишњи уговор са бразилским клубом. Дебитовао је за нови клуб 28. јануара 2017, постигао гол и имао две асистенције против Боависте.

## Репрезентација
За перуанску репрезентацију је дебитовао 2014. године.  Године 2018. био је део репрезентације која је наступала на Светском првенству у Русији.

## Статистика каријере

### Репрезентативна
Статистика до 26. јуна 2018.
| Тим    | Год.   | Наступи | Голови |
| ------ | ------ | ------- | ------ |
| Перу   | 2014   | 2       | 0      |
| Перу   | 2015   | 0       | 0      |
| Перу   | 2016   | 10      | 0      |
| Перу   | 2017   | 10      | 0      |
| Перу   | 2018   | 8       | 0      |
| Укупно | Укупно | 30      | 0      |

## Трофеји

### Клуб
Унион Комерсио
- Куп Перуа: 2010.

Университарио
- Перуанска Примера Дивисион: Апертура 2016.

Фламенго
- Кампеонато Кариока: 2017.

### Индивидуални
- Најбољи играч перуанске Примере Дивисион: 2016.
- Кампеонато Кариока — тим године: 2017.[10]